# Košariská
Košariská (ungarisch Kosaras) ist eine Gemeinde im Westen der Slowakei.

## Lage und Allgemeines

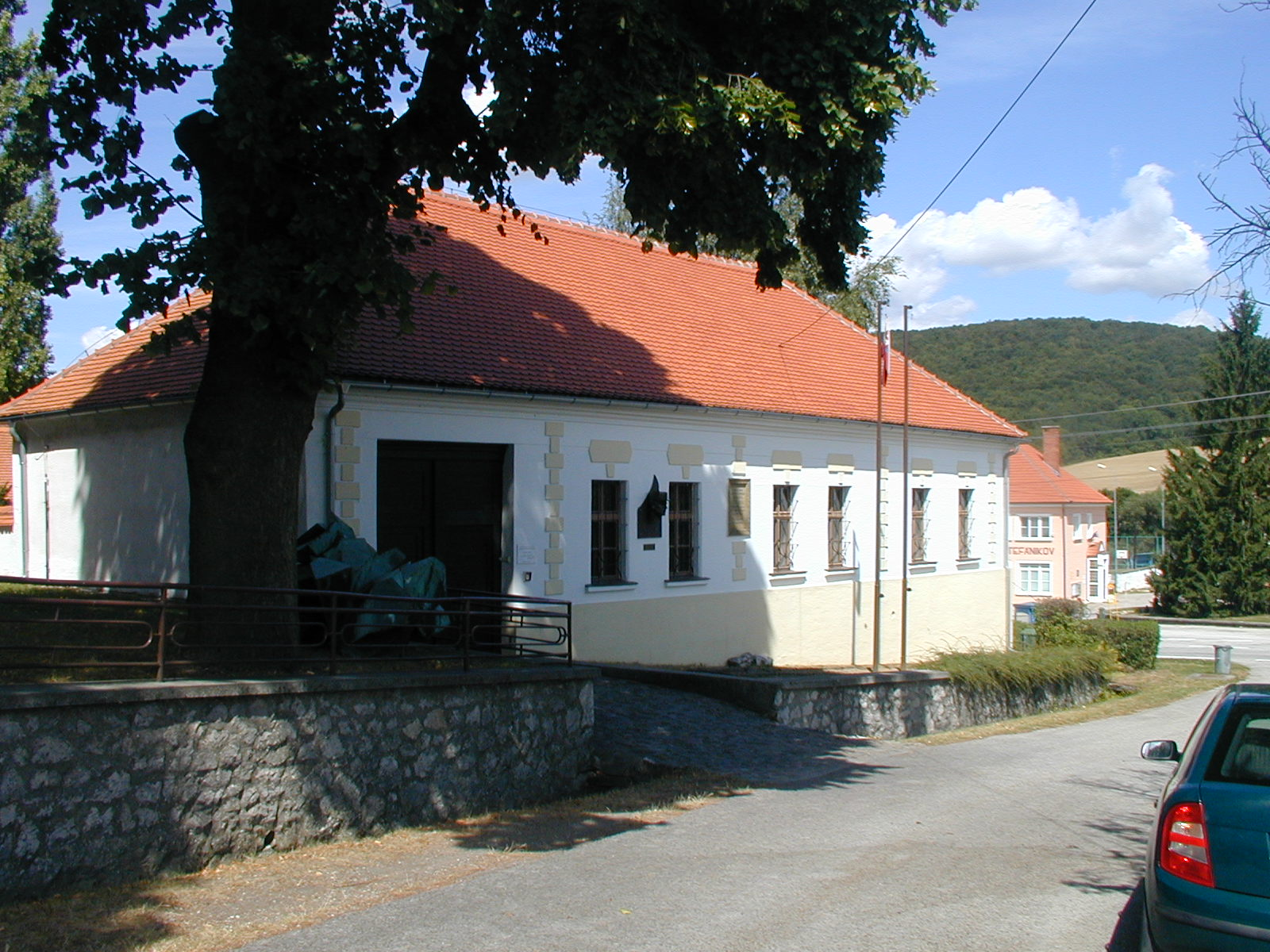
Geburtshaus von Milan Rastislav Štefánik im Ort

Der Name der Gemeinde wurde zum ersten Mal im Jahre 1263 erwähnt und sie gliedert sich in Dolné Košariská im Westen und Horné Košariská weiter östlich.
Die Gemeinde liegt im Hügelland zwischen den Kleinen Karpaten im Süden und den Weißen Karpaten im Norden. Nové Mesto nad Váhom liegt zirka 30 Kilometer östlich der Gemeinde, Myjava zirka 10 Kilometer nördlich, Senica etwa 20 Kilometer westlich.
Bis 1927 war der Ort ein Teil der westlich gelegenen Stadt Brezová pod Bradlom, danach bis 1957 mit dem Ort Priepasné wie auch schon im Gemeindeverband mit Brezová zum Doppelort Košariská-Priepasné vereinigt.
Berühmtester Sohn des Ortes ist der 1880 hier geborene Milan Rastislav Štefánik.
Im Ort gibt es eine Kirche von 1878 sowie ein Museum über den slowakischen Politiker Štefánik.

## Bevölkerung
| Jahr                | 1994 | 2004    | 2014    | 2024    |
| ------------------- | ---- | ------- | ------- | ------- |
| Anzahl der Personen | 431  | 403     | 435     | 416     |
| Unterschied         |      | −6,49 % | +7,94 % | −4,36 % |

| Jahr                | 2023 | 2024    |
| ------------------- | ---- | ------- |
| Anzahl der Personen | 417  | 416     |
| Unterschied         |      | −0,23 % |